# Биогельминты

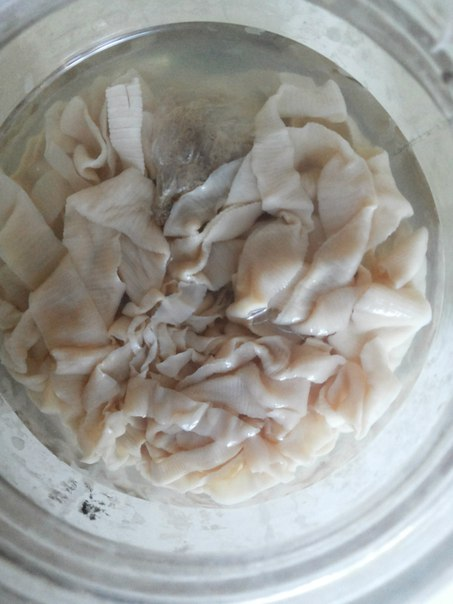
Свиной цепень в формалине

Биогельминты (греч. bios жизнь + гельминт[ы]) — паразитические черви, для развития которых необходимо два или более хозяина. Смена хозяина — обязательное условие существования биогельминтов.
Организм, в котором паразитирует и размножаются взрослые особи, принято называть окончательным хозяином. Организм, содержащий личинки паразита, — промежуточный хозяин. Иногда, для превращения во взрослого червя личинке требуется не один, а два промежуточных хозяина, один из которых — так называемый, дополнительный хозяин.
К известным биогельминтам относится бычий цепень — возбудитель опасного заболевания тениаринхоз. Также встречаются свиной цепень, вызывающий тениоз и цистицеркоз; трихинелла, являющаяся причиной трихинеллеза.

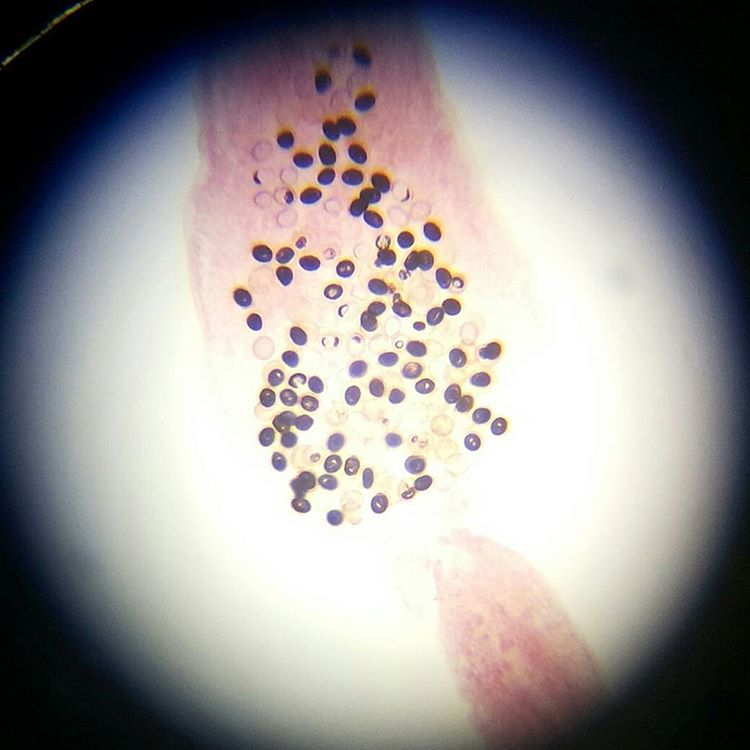
Трихинелла под микроскопом

## Виды биогельминтов
К группе биогельметинов относятся плоские и круглые черви, такие как трематод, цестод, нематод.
Типичные биогельминты делятся на три группы:
- паразиты, которые развиваются в организме живых существ, полностью вне окружающей среды (такова большая часть биогельминтов);
- те, кто нуждаются во внешней среде лишь для заражения промежуточных хозяев (также большая группа);
- нуждающиеся во внешней среде для развития на ранних стадиях; затем личинка продолжает развитие в промежуточном хозяине. В отличие от геогельминтов, личинки которых являются заразными для человека, ранняя стадия развития биогельминтов во внешней среде не представляет для человека никакой опасности. Чтобы личинка была жизнеспособна, она должна развиваться в теле промежуточного хозяина.

## Пути заражения
Заражение человека, как правило, происходит путём употребления в пищу недостаточно кулинарно обработанной рыбы или мяса тех животных, которые служат промежуточными хозяевами паразитов, или же воды, зелени и овощей, обсеменённых личинками гельминтов. Но пути заражения могут быть и другими — в частности, трансмиссивными, активными перкутанными (проникающими через кожу).